# Armorial des communes du Pas-de-Calais (D-H)
Cette page donne les armoiries (figures et blasonnements) des communes et des anciennes communes du Pas-de-Calais de D à H.
Pour les articles homonymes, voir Armorial des communes du Pas-de-Calais.

## D

### Da à Dm
| Blason de Dainville | Blason  | D’azur à la fasce d’argent chargée de trois coquilles de gueules. |
| Blason de Dainville | Détails | Le statut officiel du blason reste à déterminer.                  |

| Blason de Dannes | Blason  | Écartelé : au 1) et 4) de gueules à la cloche d’or, au 2) et 3) d’azur à la barre d’or. |
| Blason de Dannes | Détails | Le statut officiel du blason reste à déterminer.                                        |

| Blason de Delettes | Blason  | D’argent aux trois cloches de gueules.                                                                        |
| Blason de Delettes | Détails | Conflit héraldique : le dessin ne présente que deux cloches. Le statut officiel du blason reste à déterminer. |

| Blason de Denier | Blason  | D’argent chapé d’azur chargé de deux écussons d’or. |
| Blason de Denier | Détails | Le statut officiel du blason reste à déterminer.    |

| Blason de Dennebrœucq | Blason  | D’argent aux trois chevrons de gueules, au comble ondé d’azur. |
| Blason de Dennebrœucq | Détails | Le statut officiel du blason reste à déterminer.               |

| Blason de Desvres | Blason  | D’or au château de deux tours couvertes de sable, ouvert, ajouré et maçonné d’argent, surmonté d’un gonfanon de gueules frangé de sinople et accompagné de trois fleurs de lys d’azur. |
| Blason de Desvres | Détails | Le statut officiel du blason reste à déterminer. |

| Blason de Diéval | Blason  | Écartelé : au 1) et 4) d’azur aux trois dragons d’or, au 2) et 3) d’or aux trois lionceaux naissants de gueules, armés et lampassés d’argent. |
| Blason de Diéval | Détails | Le statut officiel du blason reste à déterminer.                                                                                              |

| Blason de Divion | Blason  | De gueules au lion d’argent.                     |
| Blason de Divion | Détails | Le statut officiel du blason reste à déterminer. |

### Dn à Dz
| Blason de Dohem | Blason  | Parti : de gueules au lion d’argent, armé et lampassé d’or, soutenant de sa patte dextre un cœur du même, au second de sable à Saint Omer bénissant de carnation, mitré, vêtu et crossé d’argent. |
| Blason de Dohem | Détails | Le statut officiel du blason reste à déterminer. |

| Blason de Douchy-lès-Ayette | Blason  | Burelé d’argent et d’azur de dix pièces aux deux bars adossés d’or brochant sur le tout. |
| Blason de Douchy-lès-Ayette | Détails | Le statut officiel du blason reste à déterminer.                                         |

| Blason de Doudeauville | Blason  | D’azur au pont de trois arches d’argent, maçonné de sable, sur des ondes aussi d’argent mouvant de la pointe, sommé d’un buste de carnation couronné d’or et vêtu aussi de sable, et de sept étoiles aussi d’or formant voûte sur le buste. |
| Blason de Doudeauville | Détails | Conflit héraldique : le buste est celui d'une femme chevelée de sable, deux détails que ne précise pas le blasonnement. Le statut officiel du blason reste à déterminer.                                                                    |

| Blason de Dourges | Blason  | De sinople à la fasce d’hermine accompagnée de trois gerbes d’or. |
| Blason de Dourges | Détails | Le statut officiel du blason reste à déterminer.                  |

| Blason de Douriez | Blason  | D’argent aux trois fleurs de lys au pied nourri de gueules. |
| Blason de Douriez | Détails | Le statut officiel du blason reste à déterminer.            |

| Blason de Douvrin | Blason  | D’or au chef de gueules chargé d’un lion léopardé d’argent. |
| Blason de Douvrin | Détails | Le statut officiel du blason reste à déterminer.            |

| Blason de Drocourt | Blason  | De gueules à l’épi de blé d’or posé en barre, accompagné en chef d’une colombe d’argent volante tenant dans son bec un rameau du même et en pointe de quatre chevalements de mine d'argent. |
| Blason de Drocourt | Détails | Le statut officiel du blason reste à déterminer. |

| Blason de Drouvin-le-Marais | Blason  | Fascé d’or et d’azur de huit pièces, à la bande d’argent brochant sur le tout. |
| Blason de Drouvin-le-Marais | Détails | Le statut officiel du blason reste à déterminer.                               |

| Blason de Duisans | Blason  | D’azur aux trois coquilles d’or surmontées à dextre d’une roue de moulin du même et à senestre d’une étoile d’argent ; sur le tout d’azur semé de fleurs de lys d’or, à la bande de gueules chargée de trois lionceaux d’argent posés à plomb brochant sur le tout, à la bordure aussi de gueules. |
| Blason de Duisans | Détails | Le statut officiel du blason reste à déterminer. |

| Blason de Dury | Blason  | D’or aux trois trèfles de sinople.               |
| Blason de Dury | Détails | Le statut officiel du blason reste à déterminer. |

## E

### Ea à Ep
| Blason de Echinghen | Blason  | D’or à la fasce d’azur accompagnée de trois roses de gueules. |
| Blason de Echinghen | Détails | Le statut officiel du blason reste à déterminer.              |

| Blason de Éclimeux | Blason  | Écartelé : au 1) de gueules au chevron d’argent chargé de cinq mouchetures d’hermine de sable, au 2) de gueules à la fasce d’argent accompagnée de trois losanges d’or, au 3) fascé d’or et de sable de 6 pièces, au 4) d’or à la fleur de lys de gueules. |
| Blason de Éclimeux | Détails | Le statut officiel du blason reste à déterminer. |

| Blason de Écoivres | Blason  | D’or au pal d’azur chargé d’un annelet d’argent. |
| Blason de Écoivres | Détails | Le statut officiel du blason reste à déterminer. |

| Blason de Écourt-Saint-Quentin | Blason  | Parti : au 1) de gueules au buste de Saint Quentin d’argent ayant les épaules percées chacune d’un clou du même, au 2) d’or à l’escarboucle fleurdelysée de sable percée de gueules. |
| Blason de Écourt-Saint-Quentin | Détails | Le statut officiel du blason reste à déterminer. |

| Blason de Écoust-Saint-Mein | Blason  | D’azur aux trois mains dextre appaumées d’or, à la filière d’or .                                                  |
| Blason de Écoust-Saint-Mein | Détails | Armes parlantes. ("Mein" est à rapprocher des mains représentées) Le statut officiel du blason reste à déterminer. |

| Blason de Ecquedecques | Blason  | D’or au sautoir de gueules, à la tête de paon contournée de sinople brochant sur le tout. |
| Blason de Ecquedecques | Détails | Le statut officiel du blason reste à déterminer.                                          |

| Blason de Ecques | Blason  | Coupé au 1) d’azur au soleil d’or mouvant du canton senestre du chef, au 2) de sinople à l’épi de blé feuillé d’or posé en bande ; à la divise du même brochant sur la partition, chargée d’une église du même issant d’un trait courbé vers le chef, le clocher brochant sur l’azur, le tout enfermé par une bordure d’or chargée de dix feuilles de chêne de sinople, deux affrontées en chef, trois montantes aux flancs et deux adossées en pointe. |
| Blason de Ecques | Détails | Le statut officiel du blason reste à déterminer. |

| Blason de Écuires | Blason  | D’azur semé de fleurs de lys d’or, sur le tout d’argent chargé d’une grange de gueules. |
| Blason de Écuires | Détails | Le statut officiel du blason reste à déterminer.                                        |

| Blason de Écurie | Blason  | De sinople, au chef d’argent chargé de trois gouttes de sang de gueules. |
| Blason de Écurie | Détails | Le statut officiel du blason reste à déterminer.                         |

| Blason de Éleu-dit-Leauwette | Blason  | Tranché : au 1) de gueules aux deux pics passés en sautoir et à la lampe brochante sommée d’un casque de mineur, le tout d’or, au 2) coupé ondé au I de gueules à la gerbe d’or et au II d’or aux trois burelles d’azur ; à la cotice d’or brochant sur la partition. |
| Blason de Éleu-dit-Leauwette | Détails | Le statut officiel du blason reste à déterminer. |

| Blason de Elnes | Blason  | Écartelé : Au 1) et 4) d’argent au lion de sable, à la bordure de gueules, au 2) et 3) contre-écartelé d’or et de sable. |
| Blason de Elnes | Détails | Le statut officiel du blason reste à déterminer.                                                                         |

| Blason de Embry | Blason  | D’argent au chevron de gueules accompagné de trois doloires du même. |
| Blason de Embry | Détails | Le statut officiel du blason reste à déterminer.                     |

| Blason de Enguinegatte (ancienne commune) | Blason  | De gueules au chevron d'hermine, au chef d'argent chargé d'un lion issant de gueules. |
| Blason de Enguinegatte (ancienne commune) | Détails | Le statut officiel du blason reste à déterminer.                                      |

| Blason de Enquin-les-Mines (ancienne commune) | Blason  | De sinople à la bande fuselée d’argent.          |
| Blason de Enquin-les-Mines (ancienne commune) | Détails | Le statut officiel du blason reste à déterminer. |

| Blason de Enquin-sur-Baillons | Blason  | D’azur à une truite courbée d’or contournée en barre, hameçonnée du même. |
| Blason de Enquin-sur-Baillons | Détails | Le statut officiel du blason reste à déterminer.                          |

| Blason de Éperlecques | Blason  | Écartelé : au 1) et 4) d’azur aux trois barres d’or, au franc-quartier senestre échiqueté d’or et d’argent, au 2) et 3) d’argent aux trois étoiles d’azur. |
| Blason de Éperlecques | Détails | Le statut officiel du blason reste à déterminer. |

| Blason de Épinoy | Blason  | D’or aux trois lionceaux naissants de gueules, armés et lampassés d’argent, au chef d’hermine chargé d’un croissant de sable. |
| Blason de Épinoy | Détails | Le statut officiel du blason reste à déterminer.                                                                              |

| Blason de Eps | Blason  | D'argent à l'aigle bicéphale de sable, becquée, lampassée et armée de gueules. |
| Blason de Eps | Détails | Le statut officiel du blason reste à déterminer.                               |

### Eq à Ez
| Blason de Équihen-Plage | Blason  | De pourpre aux deux bars adossés de sinople, écaillés d’azur, accompagnés en pointe d’une croix de guerre d’or, au chef d’argent chargé d’une jumelle ondée alésée d’azur. |
| Blason de Équihen-Plage | Détails | Le statut officiel du blason reste à déterminer. |

| Blason de Équirre | Blason  | D’argent au léopard de sinople, armé et lampassé de gueules, passant sur une terrasse aussi de sinople. |
| Blason de Équirre | Détails | Le statut officiel du blason reste à déterminer.                                                        |

| Blason de Ergny | Blason  | D’argent aux trois écussons de gueules.          |
| Blason de Ergny | Détails | Le statut officiel du blason reste à déterminer. |

| Blason de Érin | Blason  | Écartelé : au 1) et au 4) d’argent aux trois fasces de gueules, au 2) et 3) d’argent aux trois doloires de gueules rangées en bande ; sur le tout d’or au créquier arraché de gueules. |
| Blason de Érin | Détails | Le statut officiel du blason reste à déterminer. |

| Blason de Erny-Saint-Julien | Blason  | De gueules au chevron chargé de 5 mouchetures d’hermine accompagné de trois molettes de cinq rais d’argent. |
| Blason de Erny-Saint-Julien | Détails | Le statut officiel du blason reste à déterminer.                                                            |

| Blason de Ervillers | Blason  | D’or à la fasce d’azur chargée de trois chiens braques assis d’argent, accompagnée de six fermaux cousus du même, ordonnés trois en chef et trois en pointe.                                            |
| Blason de Ervillers | Détails | * Ces armes emploient le terme « cousu » dans le seul but de contrevenir à la règle de contrariété des couleurs : elles sont fautives : argent sur or. Le statut officiel du blason reste à déterminer. |

| Blason de Escalles | Blason  | D’argent au sautoir de gueules chargé en cœur d’un tourteau cousu d’azur, soutenu d’une ombre d’étoile. |
| Blason de Escalles | Détails | * Ces armes emploient le terme « cousu » dans le seul but de contrevenir à la règle de contrariété des couleurs : elles sont fautives : azur sur gueules. Le statut officiel du blason reste à déterminer. |

| Blason de Escœuilles | Blason  | D’or à l’aigle bicéphale de sable.               |
| Blason de Escœuilles | Détails | Le statut officiel du blason reste à déterminer. |

| Blason de Esquerdes | Blason  | De gueules aux trois chevrons d’or.              |
| Blason de Esquerdes | Détails | Le statut officiel du blason reste à déterminer. |

| Blason de Essars | Blason  | D’azur au chef d’argent chargé de trois arbres arrachés de sinople. |
| Blason de Essars | Détails | Le statut officiel du blason reste à déterminer.                    |

| Blason de Estevelles | Blason  | D'azur à un lion en pointe surmonté d'un pont isolé de trois arches, le tout accompagné en chef d'un fer à cheval accosté de deux épis de blé affrontés, celui de dextre posé en barre et celui de senestre en bande, le tout d'or. Ornements extérieursCroix de guerre 1914-1918 |
| Blason de Estevelles | Détails | Le statut officiel du blason reste à déterminer. |

| Blason de Estrée | Blason  | De gueules à l’aigle d’argent becquée et membrée d’or. |
| Blason de Estrée | Détails | Le statut officiel du blason reste à déterminer.       |

| Blason de Estrée-Cauchy | Blason  | D'argent fretté de sable; au chef d'or chargé de trois merlettes de sable. |
| Blason de Estrée-Cauchy | Détails | Le statut officiel du blason reste à déterminer.                           |

| Blason de Estrée-Wamin | Blason  | De sinople à la bande d’argent chargée d’une croisette ancrée de gueules posée à plomb. |
| Blason de Estrée-Wamin | Détails | Le statut officiel du blason reste à déterminer.                                        |

| Blason de Estréelles | Blason  | D’hermine au temple du lieu de gueules, ouvert et ajouré de sable (temple réformé). |
| Blason de Estréelles | Détails | Le statut officiel du blason reste à déterminer.                                    |

| Blason de Étaing | Blason  | D’azur aux trois fleurs de lys d’argent, au franc-canton de gueules chargé d’un lion d’or et d’une bordure du même ; le tout enfermé par une bordure d’or. |
| Blason de Étaing | Détails | Le statut officiel du blason reste à déterminer. |

| Blason de Étaples | Blason  | De gueules à trois coquilles d’or.               |
| Blason de Étaples | Détails | Le statut officiel du blason reste à déterminer. |

| Blason de Éterpigny | Blason  | D’argent à l’arbre arraché de sinople, au chef du même. |
| Blason de Éterpigny | Détails | Le statut officiel du blason reste à déterminer.        |

| Blason de Étrun | Blason  | Parti : au 1) parti émanché de sable et d’or, au 2) d’azur à la crosse contournée d’or, tenu par un dextrochère de carnation mouvant de l’émanché brochant sur le parti principal. |
| Blason de Étrun | Détails | Le statut officiel du blason reste à déterminer. |

| Blason de Évin-Malmaison | Blason  | D’azur semé de fleurs de lys d’or, au cerf d’argent brochant sur le tout, à la champagne ondée du même chargée d’une lampe de mineur de gueules. |
| Blason de Évin-Malmaison | Détails | Le statut officiel du blason reste à déterminer.                                                                                                 |

## F

### Fa à Fj
| Blason de Famechon | Blason  | D’or aux deux fasces d’azur accompagnées de neuf merlettes de gueules ordonnées 5.3.1. |
| Blason de Famechon | Détails | Le statut officiel du blason reste à déterminer.                                       |

| Blason de Fampoux | Blason  | Écartelé au 1) d’argent au sautoir de sable, au franc-canton de gueules, au 2) d'azur semé de fleurs de lys d’or au lambel de gueules en chef, au 3) d’azur aux trois fleurs de lys d’or au 4) de gueules à la bande d’or. |
| Blason de Fampoux | Détails | Le statut officiel du blason reste à déterminer. |

| Blason de Farbus | Blason  | Parti : au 1) d’hermine au chef de gueules, au second coupé au I d’argent à la feuille d’érable de gueules et au II de sinople au bâton de pèlerin d’or posé en barre. |
| Blason de Farbus | Détails | Le statut officiel du blason reste à déterminer. |

| Blason de Fauquembergues | Blason  | D’azur à la fasce d’or.                          |
| Blason de Fauquembergues | Détails | Le statut officiel du blason reste à déterminer. |

| Blason de Favreuil | Blason  | D’or aux trois lionceaux naissants de gueules, armé et lampassés d’argent, à la bordure engrêlée aussi de gueules. |
| Blason de Favreuil | Détails | Le statut officiel du blason reste à déterminer.                                                                   |

| Blason de Febvin-Palfart | Blason  | De sinople à un fer à cheval d'argent clouté de onze pièces de gueules encadrant une fève d'or, à la bordure du même chargée de onze tourteaux du champ. |
| Blason de Febvin-Palfart | Détails | Armes parlantes. (fève) Le statut officiel du blason reste à déterminer.                                                                                 |

| Blason de Ferfay | Blason  | Écartelé, au premier d'or à la bande d'azur chargée de trois fleurs de lis d'argent posées à plomb, au deuxième d'argent à trois tourteaux de gueules, au troisième d'argent à deux bandes d'azur, au quatrième de sable plain au chef d'argent chargé de trois merles de sable ; sur le tout, d'argent à la lampe de mineur de sable allumée d'or et surmontée d'un fer à cheval de sable. |
| Blason de Ferfay | Détails | Armes parlantes. (fer) Le statut officiel du blason reste à déterminer. |
| Blason de Ferfay | Alias   | D’argent à un merle de sable, becqué et membré de gueules, au chef du même chargé de trois besants du champ. |

| Blason de Ferques | Blason  | De gueules à la bande fuselée de cinq pièces d’or. |
| Blason de Ferques | Détails | Le statut officiel du blason reste à déterminer.   |

| Blason de Feuchy | Blason  | D’or à la croix ancrée de gueules, au chef parti au I du même fretté de douze pièces du champ, au 2) d’argent au lion contourné de sable armé et lampassé aussi de gueules. |
| Blason de Feuchy | Détails | Le statut officiel du blason reste à déterminer. |

| Blason de Ficheux | Blason  | D’argent à trois poules de sable becquées et membrées de gueules. |
| Blason de Ficheux | Détails | Le statut officiel du blason reste à déterminer.                  |

| Blason de Fiefs | Blason  | D’azur à cinq fusées accolées d’argent rangées en fasce. |
| Blason de Fiefs | Détails | Le statut officiel du blason reste à déterminer.         |

| Blason de Fiennes | Blason  | D'argent, au lion de sable armé et lampassé de gueules. |
| Blason de Fiennes | Détails | Le statut officiel du blason reste à déterminer.        |

| Blason de Fillièvres | Blason  | D’azur au chevron d’argent accompagné de trois amphores du même. |
| Blason de Fillièvres | Détails | Le statut officiel du blason reste à déterminer.                 |

### Fk à Fp
| Blason de Fléchin | Blason  | Fascé d’or et de sable de six pièces, au lion de gueules brochant sur le tout. |
| Blason de Fléchin | Détails | Le statut officiel du blason reste à déterminer.                               |

| Blason de Flers | Blason  | Écartelé au 1) et 4) d’azur aux trois dragons couronnés d’or, vomissant des flammes du même, au 2) et 3) d’or à la croix ancrée de gueules. |
| Blason de Flers | Détails | Le statut officiel du blason reste à déterminer.                                                                                            |

| Blason de Fleurbaix | Blason  | Écartelé au 1) d’or à la croix ancrée de gueules, au 2) d’argent au cerisier terrassé de sinople, fruité de gueules au 3) d’argent fretté de quatorze pièces de sable, au quatrième d’azur au joyel d’argent. |
| Blason de Fleurbaix | Détails | Le statut officiel du blason reste à déterminer. |

| Blason de Fleury | Blason  | De gueules à la fasce vivrée d’argent.           |
| Blason de Fleury | Détails | Le statut officiel du blason reste à déterminer. |

| Blason de Floringhem | Blason  | D’or aux trois huchets contournés de gueules, enguichés, virolés, pavillonnés et embouchés d’argent, au chef de beffroi d’une tire. |
| Blason de Floringhem | Détails | Le statut officiel du blason reste à déterminer.                                                                                    |

| Blason de Foncquevillers | Blason  | De gueules à la fasce d’argent accompagnée en chef de deux merlettes du même et en pointe à dextre d’une crosse d’or et à senestre d’un guidon d’argent chargé d’une aigle de sable et attaché à une hampe aussi d’or à dextre, le tout accosté de deux fleurs de lys du même. |
| Blason de Foncquevillers | Détails | Le statut officiel du blason reste à déterminer. |

| Blason de Fontaine-l'Étalon | Blason  | Écartelé : au 1) et au 4) d’argent aux quatre chevrons de gueules, au 2) et 3) d’argent au chef de gueules. |
| Blason de Fontaine-l'Étalon | Détails | Le statut officiel du blason reste à déterminer.                                                            |

| Blason de Fontaine-lès-Boulans | Blason  | D’azur à la bande d’argent chargée de trois flanchis de gueules. |
| Blason de Fontaine-lès-Boulans | Détails | Le statut officiel du blason reste à déterminer.                 |

| Blason de Fontaine-lès-Croisilles | Blason  | Écartelé au 1) et 4) de gueules à la tête de léopard d’or lampassée du champ, au 2) et 3) d'or au créquier arraché de gueules ; sur le tout de gueules aux dix losanges accolées d’or, ordonnées 3.3.3 et 1. |
| Blason de Fontaine-lès-Croisilles | Détails | Le statut officiel du blason reste à déterminer. |

| Blason de Fontaine-lès-Hermans | Blason  | D’azur à la fasce ondée d’argent bordée d’or, chargée de cinq besants cousus d’or. |
| Blason de Fontaine-lès-Hermans | Détails | * Ces armes emploient le terme « cousu » dans le seul but de contrevenir à la règle de contrariété des couleurs : elles sont fautives : or sur argent. Différences entre dessin et blasonnement : fasce non bordé et besants mal ordonnés. Le statut officiel du blason reste à déterminer. |

| Blason de Fortel-en-Artois | Blason  | D’argent au coq hardi de sable, becqué, crêté, barbé et membré de gueules. |
| Blason de Fortel-en-Artois | Détails | Le statut officiel du blason reste à déterminer.                           |

| Blason de Fosseux | Blason  | De gueules aux deux jumelles d’argent.           |
| Blason de Fosseux | Détails | Le statut officiel du blason reste à déterminer. |

| Blason de Foufflin-Ricametz | Blason  | De gueules à trois coquilles d’or. |
| Blason de Foufflin-Ricametz | Détails | Utilisé par la municipalité.       |

| Blason de Fouquereuil | Blason  | De gueules aux trois épis de blé d’or arqués vers la senestre, au fer à cheval du même brochant, senestré d’une lampe de mineur d’argent. |
| Blason de Fouquereuil | Détails | Le statut officiel du blason reste à déterminer.                                                                                          |

| Blason de Fouquières-lès-Béthune | Blason  | D’or à la tête de maure de sable, tortillée d’argent, accompagnée de trois roses de gueules. |
| Blason de Fouquières-lès-Béthune | Détails | Le statut officiel du blason reste à déterminer.                                             |

| Blason de Fouquières-lès-Lens | Blason  | D’azur à l’écusson d’or, au chef cousu de gueules chargé de trois fermaux aussi d’or. |
| Blason de Fouquières-lès-Lens | Détails | * Ces armes emploient le terme « cousu » dans le seul but de contrevenir à la règle de contrariété des couleurs : elles sont fautives : gueules sur azur. Le statut officiel du blason reste à déterminer. |

### Fq à Fz
| Blason de Framecourt | Blason  | Écartelé au 1) et 4) d’azur à la coquille d’or, au 2) et 3) d’or plain. |
| Blason de Framecourt | Détails | Le statut officiel du blason reste à déterminer.                        |

| Blason de Frémicourt | Blason  | D’or aux trois arbres arrachés de sinople, à la bordure de dix compons, le premier contre-vairé d’or et d’azur, le second d’argent à l’aigle de sable et ainsi de suite, alternés. |
| Blason de Frémicourt | Détails | Le statut officiel du blason reste à déterminer. |

| Blason de Frencq | Blason  | D’argent aux deux fasces de gueules, chaque fasce du champ chargée d’une rose aussi de gueules. |
| Blason de Frencq | Détails | Le statut officiel du blason reste à déterminer.                                                |

| Blason de Fresnes-lès-Montauban | Blason  | De gueules aux trois hamaïdes d’argent, au franc-canton senestre d’or chargé d’une croix ancrée du champ. |
| Blason de Fresnes-lès-Montauban | Détails | Le statut officiel du blason reste à déterminer.                                                          |

| Blason de Fresnicourt-le-Dolmen | Blason  | Écartelé au 1) et 4) d’or au lion de gueules armé et lampassé d’azur, au 2) et 3) de gueules au dolmen d’or. |
| Blason de Fresnicourt-le-Dolmen | Détails | Armes parlantes. Le statut officiel du blason reste à déterminer.                                            |

| Blason de Fresnoy | Blason  | D’azur à la bande d’argent chargée de trois escarboucles pommetées de gueules. |
| Blason de Fresnoy | Détails | Le statut officiel du blason reste à déterminer.                               |

| Blason de Fresnoy-en-Gohelle | Blason  | De sable au château de trois tours d’or, pavillonnées et girouettés du même, ouvert et ajouré du champ, au chef aussi d’or chargé d’un arbre de sinople futé du champ. |
| Blason de Fresnoy-en-Gohelle | Détails | Le statut officiel du blason reste à déterminer. |

| Blason de Fressin | Blason  | D’or au créquier arraché de gueules, au chef du même chargé d’un bélier du champ. |
| Blason de Fressin | Détails | Le statut officiel du blason reste à déterminer.                                  |

| Blason de Fréthun | Blason  | D'azur à trois tours cousues de gueules, ajourées de sable et rangées en fasce; au comble et à la champagne d'argent.                                                                                      |
| Blason de Fréthun | Détails | * Ces armes emploient le terme « cousu » dans le seul but de contrevenir à la règle de contrariété des couleurs : elles sont fautives : gueules sur azur. Le statut officiel du blason reste à déterminer. |

| Blason de Frévent | Blason  | D’azur au chevron accompagné d’un besant en chef à dextre et de deux croissants, en chef à senestre et en pointe, le tout d’argent. |
| Blason de Frévent | Détails | Le statut officiel du blason reste à déterminer.                                                                                    |

| Blason de Frévillers | Blason  | D’azur aux trois croissants d’or.                |
| Blason de Frévillers | Détails | Le statut officiel du blason reste à déterminer. |

| Blason de Frévin-Capelle | Blason  | D’argent fretté de seize pièces d’azur, au franc-canton du même chargé d’une merlette du champ. |
| Blason de Frévin-Capelle | Détails | Le statut officiel du blason reste à déterminer.                                                |

| Blason de Fruges | Blason  | D’argent au lion de sable armé et lampassé de gueules, au chef du même chargé de trois coqs du champ. |
| Blason de Fruges | Détails | Conflit héraldique : le dessin montre deux coqs. Le statut officiel du blason reste à déterminer.     |

## G

### Ga à Go
| Blason de Galametz | Blason  | Deux écus : 1. D'or à la bande de gueules, chargée en pointe d'un croissant versé d'argent, accompagnée de dix billettes de gueules rangées en bande, 1 & 4 en chef et 4 & 1 en pointe. 2. D'azur à trois flammes d'or. |
| Blason de Galametz | Détails | Le statut officiel du blason reste à déterminer. |

| Blason de Gauchin-Légal | Blason  | Parti : au 1er d'argent à la bande de gueules fuselée de sable, au lambel d'or brochant, au 2d écartelé aux I et IV de gueules à la cotice d'or accompagnées de six billettes du même ordonnées 2 & 1 en chef et 1 & 2 en pointe, aux II et III d'argent à trois fleurs de lys mal ordonnées de sable. |
| Blason de Gauchin-Légal | Détails | Adopté le 30 mars 1996. |

| Blason de Gauchin-Verloingt | Blason  | De sinople à la bande d’argent.                  |
| Blason de Gauchin-Verloingt | Détails | Le statut officiel du blason reste à déterminer. |

| Blason de Gaudiempré | Blason  | De sinople à la fasce ondée d’argent, accompagnée en chef à dextre d’un soleil d’or. |
| Blason de Gaudiempré | Détails | Le statut officiel du blason reste à déterminer.                                     |

| Blason de Gavrelle | Blason  | Écartelé : au 1) et au 4) d’or à la croix ancrée de gueules, au 2) et 3) d’argent à la merlette de sable. |
| Blason de Gavrelle | Détails | Le statut officiel du blason reste à déterminer.                                                          |

| Blason de Gennes-Ivergny | Blason  | De sinople à l’aigle d’argent cantonnée d’un soleil d’or. |
| Blason de Gennes-Ivergny | Détails | Le statut officiel du blason reste à déterminer.          |

| Blason de Givenchy-en-Gohelle | Blason  | D'argent à trois merlettes de sable à plomb rangées en barre, au franc-canton de gueules. |
| Blason de Givenchy-en-Gohelle | Détails | Le statut officiel du blason reste à déterminer.                                          |

| Blason de Givenchy-le-Noble | Blason  | D’azur à l’agneau d’argent paissant sur une terrasse de sinople, au chef du même chargé d’un croissant versé aussi d’argent accosté de deux étoiles du même.   |
| Blason de Givenchy-le-Noble | Détails | * Il y a là non-respect de la règle de contrariété des couleurs : ces armes sont fautives (sinople sur azur). Le statut officiel du blason reste à déterminer. |

| Blason de Givenchy-lès-la-Bassée | Blason  | D’or aux trois huchets de sinople, pavillonnés et virolés d’argent, enguichés de gueules. |
| Blason de Givenchy-lès-la-Bassée | Détails | Le statut officiel du blason reste à déterminer.                                          |

| Blason de Gomiécourt | Blason  | D’or à la bande de sable chargée d’une mitre accostée de deux têtes de léopard, le tout du champ posé à plomb . |
| Blason de Gomiécourt | Détails | Le statut officiel du blason reste à déterminer.                                                                |

| Blason de Gommecourt | Blason  | De gueules semé de molettes d'or, à un lion d'argent brochant ; au chef d'azur chargé de trois étoiles flamboyantes de huit rais d'or, ordonnées 2 & 1. |
| Blason de Gommecourt | Détails | Le statut officiel du blason reste à déterminer. |
| Blason de Gommecourt | Alias   | Bandé de vair et de gueules, les bandes de gueules chargées de cinq feuilles de chêne d'or ordonnées 2, 2 & 1.                                          |

| Blason de Gonnehem | Blason  | D’azur au soleil d’or en pointe, au pal diminué de gueules brochant, accosté en chef de deux fleurs de lys aussi d’or, à la fasce du même chargée d’un fouan (taupe) de sable brochant sur le tout. |
| Blason de Gonnehem | Détails | Le statut officiel du blason reste à déterminer. |

| Blason de Gosnay | Blason  | D’argent à la fasce de gueules, aux deux crosses de sable passées en sautoir brochant sur le tout, chargées en cœur d’une couronne comtale d’or. |
| Blason de Gosnay | Détails | Conflit héraldique : la couronne comtale broche et ne charge pas. Le statut officiel du blason reste à déterminer.                               |

| Blason de Gouves | Blason  | D’azur au pal d’argent chargé de trois tourteaux de sinople. |
| Blason de Gouves | Détails | Le statut officiel du blason reste à déterminer.             |

| Blason de Gouy-en-Artois | Blason  | D’hermine au chef de sable chargé d’un lambel cousu de gueules. |
| Blason de Gouy-en-Artois | Détails | * Ces armes emploient le terme « cousu » dans le seul but de contrevenir à la règle de contrariété des couleurs : elles sont fautives : gueules sur sable. Le statut officiel du blason reste à déterminer. |

| Blason de Gouy-en-Ternois | Blason  | Parti : au 1) d’or aux deux plumes d’oie de sinople passées en sautoir, au 2) de sinople aux trois gerbes d’or . |
| Blason de Gouy-en-Ternois | Détails | Le statut officiel du blason reste à déterminer.                                                                 |

| Blason de Gouy-Saint-André | Blason  | De sinople au sautoir, cantonné au 1) d’une étoile, au 2) d’un cerf contourné mouvant du flanc dextre, au 3) d’un sanglier mouvant du flanc senestre et au 4) d’un levrier, le tout d’or . |
| Blason de Gouy-Saint-André | Détails | Le statut officiel du blason reste à déterminer. |

| Blason de Gouy-Servins | Blason  | Fascé d’or et d’azur de huit pièces, au franc-canton aussi d’azur chargé d’un croissant aussi d’or. |
| Blason de Gouy-Servins | Détails | Le statut officiel du blason reste à déterminer.                                                    |

| Blason de Gouy-sous-Bellonne | Blason  | D’or à l’escarboucle fleurdelysée de sable, chargée en cœur d’un rubis de gueules, au chef d’azur chargé de trois gerbes d’or. |
| Blason de Gouy-sous-Bellonne | Détails | Le statut officiel du blason reste à déterminer.                                                                               |

### Gp à Gz
| Blason de Graincourt-lès-Havrincourt | Blason  | Échiqueté d’azur et d’or au chef d’hermine.      |
| Blason de Graincourt-lès-Havrincourt | Détails | Le statut officiel du blason reste à déterminer. |

| Blason de Grand-Rullecourt | Blason  | De gueules au chef d’or chargé de trois molettes de cinq rais de sable. |
| Blason de Grand-Rullecourt | Détails | Le statut officiel du blason reste à déterminer.                        |

| Blason de Grenay | Blason  | Taillé au 1) d’or à l’arbre de sinople, au 2) de sinople à l’escarboucle fleurdelysée d’or. |
| Blason de Grenay | Détails | Le statut officiel du blason reste à déterminer.                                            |

| Blason de Grévillers | Blason  | D’azur au chevron d’or accompagné de trois chandeliers du même. |
| Blason de Grévillers | Détails | Le statut officiel du blason reste à déterminer.                |

| Blason de Grigny | Blason  | De gueules à la bande d’argent chargée de trois flanchis du champ posés à plomb. |
| Blason de Grigny | Détails | Le statut officiel du blason reste à déterminer.                                 |

| Blason de Grincourt-lès-Pas | Blason  | Parti: au 1er d'argent à la Vierge à l'Enfant de carnation, vêtus d'azur, au 2e parti émanché de gueules et d'argent. |
| Blason de Grincourt-lès-Pas | Détails | Le statut officiel du blason reste à déterminer.                                                                      |

| Blason de Groffliers | Blason  | Écartelé en sautoir au 1) et 3) et 4) d’or à la mouette de sinople, au 2) d’argent à la mouette de sinople ; au sautoir de gueules brochant sur l’écartelé. |
| Blason de Groffliers | Détails | Le statut officiel du blason reste à déterminer. |

| Blason de Guarbecque | Blason  | De gueules à trois têtes de léopard arrachées d'or, lampassées d'azur. |
| Blason de Guarbecque | Détails | Le statut officiel du blason reste à déterminer.                       |

| Blason de Guémappe | Blason  | D’or à la croix de gueules chargée en cœur d’une losange du champ, cantonnée de quatre alérions d’azur. |
| Blason de Guémappe | Détails | Le statut officiel du blason reste à déterminer.                                                        |

| Blason de Guemps | Blason  | D'azur à l'aigle au vol abaissé d'argent, armée et lampassée de gueules, à la rivière en fasce abaissée aussi d'argent brochant sur le tout. |
| Blason de Guemps | Détails | Le statut officiel du blason reste à déterminer.                                                                                             |

| Blason de Guigny | Blason  | De sable à la bande d’or accompagnée de six aiglettes du même posées en orle. |
| Blason de Guigny | Détails | Le statut officiel du blason reste à déterminer.                              |

| Blason de Guinecourt | Blason  | D’argent fretté de quatorze pièces de sable, au franc-canton du même chargé d’un arbre sec arraché du champ. |
| Blason de Guinecourt | Détails | Le statut officiel du blason reste à déterminer.                                                             |

| Blason de Guînes | Blason  | Vairé d'azur et d'or; au chef d'azur chargé de trois fleurs de lys d'or. |
| Blason de Guînes | Détails | Le statut officiel du blason reste à déterminer.                         |

| Blason de Guisy | Blason  | Parti : au 1) d’or à la croix ancrée de gueules, au 2) de sable à l’aigle d’or. |
| Blason de Guisy | Détails | Le statut officiel du blason reste à déterminer.                                |

## H

### Ha à Hd
| Blason de Habarcq | Blason  | Fascé d’or et d'azur de huit pièces.             |
| Blason de Habarcq | Détails | Le statut officiel du blason reste à déterminer. |

| Blason de Haillicourt | Blason  | De gueules aux trois croisettes ancrées d’argent . |
| Blason de Haillicourt | Détails | Le statut officiel du blason reste à déterminer.   |

| Blason de Haisnes | Blason  | D’argent à la divise ondée d’or, accompagnée en chef de trois gerbes cousues d’or, liées de sable, surmontées d’une jumelle ondée d’azur, et en pointe d’un wagonnet de sable poussé par un mineur du même.      |
| Blason de Haisnes | Détails | * Il y a là non-respect de la règle de contrariété des couleurs : ces armes sont fautives (or sur argent). Conflit héraldique : le dessin présente deux gerbes. Le statut officiel du blason reste à déterminer. |

| Blason de Halinghen | Blason  | D’or au dauphin de gueules accompagné de trois tourteaux du même, au chef d’azur chargé d’un soleil du champ. |
| Blason de Halinghen | Détails | Le statut officiel du blason reste à déterminer.                                                              |

| Blason de Hallines | Blason  | D'or à la bande fuselée de gueules, accompagnée en chef de trois épis de blé empoignés du même et en pointe d'une fleur de lys d'azur florencée de gueules. |
| Blason de Hallines | Détails | Le statut officiel du blason reste à déterminer. |

| Blason de Halloy | Blason  | De sable au lion d’or, au franc-canton d’argent chargé d’un arbre arraché de sinople. |
| Blason de Halloy | Détails | Le statut officiel du blason reste à déterminer.                                      |

| Blason de Ham-en-Artois | Blason  | D’azur à l’aigle d’argent.                       |
| Blason de Ham-en-Artois | Détails | Le statut officiel du blason reste à déterminer. |

| Blason de Hamblain-les-Prés | Blason  | Coupé : au 1) de gueules à la croix ancrée d’or, au 2) d’argent au lion de gueules, armé, lampassé et couronné d’or. |
| Blason de Hamblain-les-Prés | Détails | Le statut officiel du blason reste à déterminer.                                                                     |

| Blason de Hamelincourt | Blason  | Écartelé au 1) et au 4) de gueules à l'écusson d’or chargé d’une croix ancrée du champ, au 2) et 3) d’azur à la fasce d’or. |
| Blason de Hamelincourt | Détails | Le statut officiel du blason reste à déterminer.                                                                            |

| Blason de Hames-Boucres | Blason  | Écartelé: aux 1er et 4e vairé d'argent et de gueules, aux 2e et 3e d'argent au lion de sable armé et lampassé de gueules.                  |
| Blason de Hames-Boucres | Détails | Le statut officiel du blason reste à déterminer.                                                                                           |
| Blason de Hames-Boucres | Alias   | De sinople aux deux églises affrontées d’argent, ajourées du champ. Conflit héraldique : le dessin présente les églises ajourées d'argent. |

| Blason de Hannescamps | Blason  | Écartelé : au 1) et 4) d’azur fretté de six pièces au 2) et 3) d’azur aux trois jumelles d’or. |
| Blason de Hannescamps | Détails | Le statut officiel du blason reste à déterminer.                                               |

| Blason de Haplincourt | Blason  | D’argent à la croix ancrée de sinople chargée en cœur d’une molette d’or. |
| Blason de Haplincourt | Détails | Le statut officiel du blason reste à déterminer.                          |

| Blason de Haravesnes | Blason  | De gueules à l'écusson d'argent accompagné de huit merlettes d'argent posées en orle. |
| Blason de Haravesnes | Détails | Le statut officiel du blason reste à déterminer.                                      |

| Blason de Hardinghen | Blason  | Écartelé au 1) et 4) d’or aux trois belettes passantes de gueules rangées en pal, au 2) et 3) d’argent au lion de sable. |
| Blason de Hardinghen | Détails | Le statut officiel du blason reste à déterminer.                                                                         |

| Blason de Harnes | Blason  | De gueules aux trois clefs d’or.                 |
| Blason de Harnes | Détails | Le statut officiel du blason reste à déterminer. |

| Blason de Haucourt | Blason  | De sinople à la croix engrêlée d’argent chargée d’une crosse épiscopale d’azur. |
| Blason de Haucourt | Détails | Le statut officiel du blason reste à déterminer.                                |

| Blason de Haut-Loquin | Blason  | Burelé d’argent et d’azur, aux trois merlettes de sable rangées en pal, au franc-canton d’or au lion aussi d’azur. |
| Blason de Haut-Loquin | Détails | Le statut officiel du blason reste à déterminer.                                                                   |

| Blason de Haute-Avesnes | Blason  | D’hermine à l’écusson de gueules chargé d’une tour de sable, maçonnée aussi de gueules.                                                                         |
| Blason de Haute-Avesnes | Détails | * Il y a là non-respect de la règle de contrariété des couleurs : ces armes sont fautives (sable sur gueules). Le statut officiel du blason reste à déterminer. |

| Blason de Hautecloque | Blason  | De gueules à la fasce d’or, accompagnée de trois coquilles d’or rangées en chef et d’un oiseau du même en pointe. |
| Blason de Hautecloque | Détails | Le statut officiel du blason reste à déterminer.                                                                  |

| Blason de Hauteville | Blason  | Écartelé : au 1) et 4) d’argent à la fasce de sable chargée de trois molettes de cinq rais du champ, au 2) et 3) de sable aux trois lionceaux d’argent. |
| Blason de Hauteville | Détails | Le statut officiel du blason reste à déterminer. |

| Blason de Havrincourt | Blason  | Coupé : au 1) de sinople au lion léopardé d’or, au second d’hermine plain ; à la divise de sable brochant sur la partition. |
| Blason de Havrincourt | Détails | Le statut officiel du blason reste à déterminer.                                                                            |

### He à Hk
| Blason de Hébuterne | Blason  | D’azur aux sept besants d’or ordonnés 3.3.1, au chef du même chargé d’une croisette ancrée de gueules. |
| Blason de Hébuterne | Détails | Le statut officiel du blason reste à déterminer.                                                       |

| Blason de Helfaut | Blason  | Parti : au 1) d’azur à la colonne d’argent au 2) de gueules aux trois pommes de pin renversées d’or. |
| Blason de Helfaut | Détails | Le statut officiel du blason reste à déterminer.                                                     |

| Blason de Hendecourt-lès-Cagnicourt | Blason  | D’azur aux deux chevrons d’argent, soutenus d’une molette du même. |
| Blason de Hendecourt-lès-Cagnicourt | Détails | Le statut officiel du blason reste à déterminer.                   |

| Blason de Hendecourt-lès-Ransart | Blason  | D’azur aux trois gerbes d’or liées de gueules.   |
| Blason de Hendecourt-lès-Ransart | Détails | Le statut officiel du blason reste à déterminer. |

| Blason de Hénin-Beaumont | Blason  | De sinople au cheval d’argent bridé et sellé de sable passant sur une terrasse voûtée de gueules.                                                                 |
| Blason de Hénin-Beaumont | Détails | * Il y a là non-respect de la règle de contrariété des couleurs : ces armes sont fautives (gueules sur sinople). Le statut officiel du blason reste à déterminer. |

| Blason de Hénin-sur-Cojeul | Blason  | D’or à la bande de sable chargée de deux crosses du champ passées en sautoir. |
| Blason de Hénin-sur-Cojeul | Détails | Le statut officiel du blason reste à déterminer.                              |

| Blason de Héninel | Blason  | D’or au cerf de sable, vêtu de sinople.          |
| Blason de Héninel | Détails | Le statut officiel du blason reste à déterminer. |

| Blason de Henneveux | Blason  | De sable au lion d’argent, armé et couronné d’or, lampassé de gueules. |
| Blason de Henneveux | Détails | Le statut officiel du blason reste à déterminer.                       |

| Blason de Hénu | Blason  | D’azur à l’écusson d’or chargé d’un arbre arraché de sinople. |
| Blason de Hénu | Détails | Le statut officiel du blason reste à déterminer.              |

| Blason de Herbelles (ancienne commune) | Blason  | D’azur au chevron d’or, accompagné en chef de deux trèfles d’argent et en pointe d’un oiseau du même. |
| Blason de Herbelles (ancienne commune) | Détails | Le statut officiel du blason reste à déterminer.                                                      |

| Blason de Herbinghen | Blason  | Fascé d’or et d’azur de huit pièces, au franc-quartier de gueules chargé d’un lion d’argent. |
| Blason de Herbinghen | Détails | Le statut officiel du blason reste à déterminer.                                             |

| Blason de Héricourt | Blason  | Deux écus accolés : D’argent à la croix de gueules chargée de cinq coquilles du champ D’azur au croissant d’or, accompagné de cinq étoiles d’argent, 3 en chef et 2 en pointe. |
| Blason de Héricourt | Détails | Le statut officiel du blason reste à déterminer. |

| Blason de La Herlière | Blason  | D’azur à la bande d’argent, chargée de trois flanchis écotés de gueules, accompagnée de deux molettes de cinq rais aussi d’argent. |
| Blason de La Herlière | Détails | Le statut officiel du blason reste à déterminer.                                                                                   |

| Blason de Herlin-le-Sec | Blason  | De gueules à l’écusson d’argent chargé d’un léopard de sinople. |
| Blason de Herlin-le-Sec | Détails | Le statut officiel du blason reste à déterminer.                |

| Blason de Herlincourt | Blason  | D’azur au chevron d’or soutenu d’un croissant d’argent. |
| Blason de Herlincourt | Détails | Le statut officiel du blason reste à déterminer.        |

| Blason de Herly | Blason  | De gueules à la bande engrêlée d’or, accompagnée en chef d’un lion d’argent et en pointe d’une roue de huit rayons du même. |
| Blason de Herly | Détails | Le statut officiel du blason reste à déterminer.                                                                            |

| Blason de Hermaville | Blason  | De sable aux trois coquilles d’argent.           |
| Blason de Hermaville | Détails | Le statut officiel du blason reste à déterminer. |

| Blason de Hermelinghen | Blason  | D’argent à la fasce ondée d’azur chargée de deux merlettes du champ, accompagnée de trois merlettes de sable rangées en chef et d’une merlette du même en pointe. |
| Blason de Hermelinghen | Détails | Le statut officiel du blason reste à déterminer. |

| Blason de Hermies | Blason  | De sinople au vol abaissé d’argent.              |
| Blason de Hermies | Détails | Le statut officiel du blason reste à déterminer. |

| Blason de Hermin | Blason  | Parti : au 1) de gueules aux trois trèfles d’or posés en chevron couché, au 2) fascé de vair et de gueules de six pièces. |
| Blason de Hermin | Détails | Le statut officiel du blason reste à déterminer.                                                                          |

| Blason de Hernicourt | Blason  | Fascé d’or et d’azur de huit pièces aux trois lionceaux de gueules rangés en chef brochant sur les deux premières fasces . |
| Blason de Hernicourt | Détails | Le statut officiel du blason reste à déterminer.                                                                           |

| Blason de Hersin-Coupigny | Blason  | Parti : au 1) d’hermine au croissant de sable, au 2) d’azur à l’écusson d’or. |
| Blason de Hersin-Coupigny | Détails | Le statut officiel du blason reste à déterminer.                              |

| Blason de Hervelinghen | Blason  | Écartelé : au 1) et au 4) d’argent aux trois fasces de gueules, au 2) et 3) d’argent aux trois doloires de gueules, à la cloche d’azur brochant en cœur sur l’écartelé. |
| Blason de Hervelinghen | Détails | Conflit héraldique : le 3 ne présente qu'une doloire. Le statut officiel du blason reste à déterminer.                                                                  |

| Blason de Hesdigneul-lès-Béthune | Blason  | D’or au franc-canton de gueules chargé d’une rose d’argent. |
| Blason de Hesdigneul-lès-Béthune | Détails | Le statut officiel du blason reste à déterminer.            |

| Blason de Hesdigneul-lès-Boulogne | Blason  | Écartelé d’or et d’argent à la croix de gueules brochant sur l’écartelé. |
| Blason de Hesdigneul-lès-Boulogne | Détails | Le statut officiel du blason reste à déterminer.                         |

| Blason de Hesdin | Blason  | Parti d’argent et de gueules aux deux étoiles de l’un et de l’autre rangées en chef. |
| Blason de Hesdin | Détails | Le statut officiel du blason reste à déterminer.                                     |

| Blason de Hesdin-l'Abbé | Blason  | D'azur à l'écusson d'or chargé de deux crosses de sable passées en sautoir les crosserons adossés, cantonnées en chef d'un rencontre de cerf du même et d'un tourteau de gueules à chaque flanc et en pointe. |
| Blason de Hesdin-l'Abbé | Détails | Le statut officiel du blason reste à déterminer. |

| Blason de Hesmond | Blason  | Écartelé : au premier et au quatrième de gueules au château de trois tours, la tour du milieu ouverte de sable, couverte en croupe et sommée d'une tourelle, et les tours des flancs couvertes et girouettées, le tout d'or ajouré et maçonné aussi de sable, au deuxième et au troisième d'or au créquier arraché de gueules. |
| Blason de Hesmond | Détails | Le statut officiel du blason reste à déterminer. |

| Blason de Hestrus | Blason  | Écartelé au 1) et au 4) d’azur au chevron d’or accompagné de trois gerbes du même, au 2) et 3) d’argent à l’aigle de sable. |
| Blason de Hestrus | Détails | Le statut officiel du blason reste à déterminer.                                                                            |

| Blason de Heuchin | Blason  | D'or à la croix de gueules, à la bordure engrelée de sable. |
| Blason de Heuchin | Détails | Le statut officiel du blason reste à déterminer.            |

| Blason de Heuringhem | Blason  | D'argent à deux branches de bruyère de sinople mouvant de la pointe, celle de dextre posée en bande et fleurie de pourpre, l'autre, plus courte, posée en pal et fleurie d'or, à une salamandre tachetée au naturel, brochant en barre ; le tout enfermé dans une bordure d'or*. |
| Blason de Heuringhem | Détails | * Il y a là non-respect de la règle de contrariété des couleurs : ces armes sont fautives (or sur argent). Utilisé par la municipalité. |
| Blason de Heuringhem | Alias   | De sinople à l'écusson d'argent chargé d'un plant de bruyère de gueules, tigé et feuillé du champ. Blason proposé en 1996 par les archives départementales, mais jamais adopté par la municipalité.                                                                              |

| Blason de Hézecques | Blason  | D’argent au chevron de sable accompagné de trois merlettes de sable. |
| Blason de Hézecques | Détails | Le statut officiel du blason reste à déterminer.                     |

| Blason de Hinges | Blason  | D'azur à la fleur de lis d'or en pointe surmontée de deux étoiles du même; au chef d'or chargé d'une étoile d'azur. |
| Blason de Hinges | Détails | Le statut officiel du blason reste à déterminer.                                                                    |

### Hl à Hz
| Blason de Hocquinghen | Blason  | D’azur à la bande d’or chargée de trois trèfles de sinople posés à plomb, accompagnée de deux chevronnels d’argent. |
| Blason de Hocquinghen | Détails | Le statut officiel du blason reste à déterminer.                                                                    |

| Blason de Houchin | Blason  | D’or à la croix alésée de gueules, au franc-canton du même chargé de trois losanges du champ. |
| Blason de Houchin | Détails | Le statut officiel du blason reste à déterminer.                                              |

| Blason de Houdain | Blason  | D’azur semé de fleurs de lys d’or et brisé en chef d’un lambel de gueules, les trois pendants chargés chacun de trois petits châteaux aussi d’or rangés en pal, sur le tout d’or chargé d’un créquier de sinople surmonté d’un lambel d’azur. |
| Blason de Houdain | Détails | Le statut officiel du blason reste à déterminer. |

| Blason de Houlle | Blason  | De gueules à la croix ancrée d’or, à la bordure componée de sable et d’argent de 12 pièces, les compons d’argent chargés chacun d’une grappe de genièvre. |
| Blason de Houlle | Détails | Le statut officiel du blason reste à déterminer. |

| Blason de Houvin-Houvigneul | Blason  | D’azur à Saint-Crépin d’or tenant de sa main senestre une palme du même. |
| Blason de Houvin-Houvigneul | Détails | Le statut officiel du blason reste à déterminer.                         |

| Blason de Hubersent | Blason  | De gueules au château essoré d’argent de deux tours crénelées du même, au chef d’or chargé de six fleurs de lys du champ. |
| Blason de Hubersent | Détails | Le statut officiel du blason reste à déterminer.                                                                          |

| Blason de Huby-Saint-Leu | Blason  | Écartelé : au 1) d’or au créquier arraché de gueules, au 2) de sinople à la mitre d’argent au 3) de sinople au canon sur son affût d’argent, au 4) d’or au cerf de gueules. |
| Blason de Huby-Saint-Leu | Détails | Le statut officiel du blason reste à déterminer. |

| Blason de Huclier | Blason  | De gueules aux trois maillets d’or.              |
| Blason de Huclier | Détails | Le statut officiel du blason reste à déterminer. |

| Blason de Hucqueliers | Blason  | Fascé d’argent et de gueules de dix pièces au lion de sinople brochant sur le tout. |
| Blason de Hucqueliers | Détails | Le statut officiel du blason reste à déterminer.                                    |

| Blason de Hulluch | Blason  | Taillé: au 1er d'argent à la lampe de mineur de sable allumée de gueules, brochant sur un terril de sable ombré du champ, au 2e de gueules à trois gerbes d'or posées en orle. |
| Blason de Hulluch | Détails | Le statut officiel du blason reste à déterminer. |

| Blason de Humbercamps | Blason  | Contre-vairé d’azur et d’or, à la fasce d’or chargée d’un cerf de sable. |
| Blason de Humbercamps | Détails | Le statut officiel du blason reste à déterminer.                         |

| Blason de Humbert | Blason  | D’or au sautoir de gueules chargé en cœur d’une molette d’argent. |
| Blason de Humbert | Détails | Le statut officiel du blason reste à déterminer.                  |

| Blason de Humerœuille | Blason  | D’argent au lion de gueules.                     |
| Blason de Humerœuille | Détails | Le statut officiel du blason reste à déterminer. |

| Blason de Humières | Blason  | D’argent fretté de six pièces de sable.          |
| Blason de Humières | Détails | Le statut officiel du blason reste à déterminer. |